# Fujiwara no Nakamaro
Fujiwara no Nakamaro (japonès: 藤原 仲麻呂; nascut el 706 - mort el 17 d'octubre de 764 a la província d'Ōmi) va ser un polític japonès durant el període Nara.

## Vida i treball
Primers anys

Fujiwara no Nakamaro, el seu nom també va ser escrit com Nakamitsu. Va ser el segon fill de Fujiwara no Muchimaro; 680–737). La seva mare era de la família Abe. Segons es diu, era filla dAbe Sadakichi o Abe Masatora, i Abe no Toyonari; 704–766) era el seu germanastre. Nakamaro era intel·ligent, llegit i hàbil en aritmètica i es va convertir en Udoneri l'any 725. El 1099, el seu pare i els seus oncles van morir un darrere l'altre com a conseqüència d'un sever brot de verola. Aleshores, Nakamaro va ascendir de rang in-usualment ràpidament fins que va ser ascendit a Junii l'any 750. Durant aquest temps va ocupar els càrrecs de Minbu-kyo, Shikibu-kyo i conseller i va ser ascendit a governador de les províncies de Tōsandō. Amb l'entronització de l'emperador Shōtoku el 749, esdevingué Dainagon. Com que també va servir com a general de la guàrdia central i era responsable de tots els festivals importants, el "Shoku Nihongi" informa que tots els altres nobles estaven gelosos del seu poder. L'any 750, després de la mort del seu pare Fujiwara no Muchimaro i altres quatre senyors del clan Fuji, va ascendir al segon rang, i el 760 al primer rang. El 762 va ser ascendit al rang més alt, Shōichi.
Ja l'any 741, Nakamaro havia estat nomenat ministre d'Afers Públics, Minbukyō). El 745 va rebre el títol honorífic "Ōmi no Kami". El 746 va ser nomenat Mestre Suprem de cerimònies i governador de les províncies de Tōsandō. El 749, quan l'emperador Shōmu va abdicar i l'emperador Shōtoku va pujar al tron, va ser nomenat membre del Gran Consell (Dainagon) i també va ser nomenat cap del Shibi-mo-Chūdai. Després de la mort de l'emperador Shōmu el 756, va abolir l'ofici del príncep hereu Funado l'any següent, 757, i el va substituir pel del príncep hereu Ōi, més tard emperador Shōtoku. En aquella època vivia a la residència privada de Nakamaro Tamuradai i tenia una dona, Awata Morohime.
El mateix any, Nakamaro es va convertir en ministre de l'Interior i va prendre el poder militar en les seves pròpies mans, reprimint la rebel·lió del seu germà gran Tachibana no Naramaro; 721–757) i els anti- Les forces de Nakamaro de l'Ōtomo, Saeki i altres en l'"Incident Tachibana-Naramaro" abans que poguessin prendre el poder, establint un règim dictatorial. Va canviar el seu nom a "Emi no Oshikatsu" l'any 758, tenia 3.000 llars i 100 pobles amb camps d'arròs sota el seu domini, i se li va permetre utilitzar el segell de la família Emi en comptes del segell del Gran Consell. El 760 finalment es va convertir en Daijō Daijin - Gran Ministre d'Estat.

## Anys posteriors
Tanmateix, amb la mort de l'emperadriu vídua Kōmyō el mateix any 760, el govern va començar a debilitar-se gradualment. I mentre Nakamaro s'allotjava al Palau Hōra a la província d'Ōmi l'any 762, l'emperador Kōken i l'emperador Atsuhito es van barallar per la qüestió del sacerdot Dōkyō (700–772), que va provocar una divisió del poder imperial. La creixent rivalitat entre les faccions de Nakamaro i Atsuhito i Dōkyō i Kōken va estar darrere del conflicte. El rerefons era la creixent rivalitat entre les faccions Nakamaro i Junnin i les faccions Dōkyō i Takakage. A més, la re-encunyació de monedes va provocar la inflació i l'augment del malestar social, de manera que l'any 764 Nakamaro va planejar un aixecament per revertir definitivament aquesta davallada. Va ser governador general de les quatre províncies de Kinki, Ōmi, Tamba i Harima, i va intentar reunir en secret les seves pròpies tropes. Però el seu pla es va descobrir abans. Després de perdre la primera batalla, Nakamaro va intentar escapar a la província d'Ōmi i després a la província d'Echizen. No obstant això, va fracassar i va ser capturat a Katsuno Onie, a la zona de Kosai de la província d'Ōmi, i decapitat a Kohama juntament amb membres de la seva família.
Les mesures de Nakamaro per estabilitzar el benestar de la gent, com ara reduir a la meitat el nombre de dies per a diferents llocs de treball, escurçar l'edat per al servei militar obligatori i enviar momminkushi, van ser en gran part imitacions del govern de la dinastia Tang, que es va reflectir en el ús de títols oficials a l'estil Tang i la selecció de títols pòstums d'estil xinès per als successius emperadors, així com l'ús de l'esquema per a cada família. Això també mostra la preferència de Nakamaro pel confusionisme, així com la seva política que "Xiao Jing", Sutra sobre la reverència dels joves pels vells) hauria de ser propietat de totes les famílies, i el Weicheng-dianxun, un recull de les lliçons sobre Weicheng, que es convertirà en lectura obligatòria per a tots els funcionaris.
A més, la introducció del Codi Yōrō l'any 757 tenia la intenció d'honorar l'avi de Nakamaro, Fujiwara no Fuhito (659–720). Amb la mateixa intenció, va compilar les biografies del clan Fujiwara, Kaden) i va escriure la seva pròpia biografia, "Taishokoku tanden". També va iniciar la compilació de les "Nihonshoki" (Cròniques del Japó) i també va participar en la compilació del "Shizoku kokorozashi" - "Registres dels clans", que més tard es va convertir en el precursor del Shoku-Nihongi (continuació). de les Cròniques) i el "Shinsen Seijiroku" - aproximadament "Registres de cognoms recentment compilats".